# Ala (gudinna)

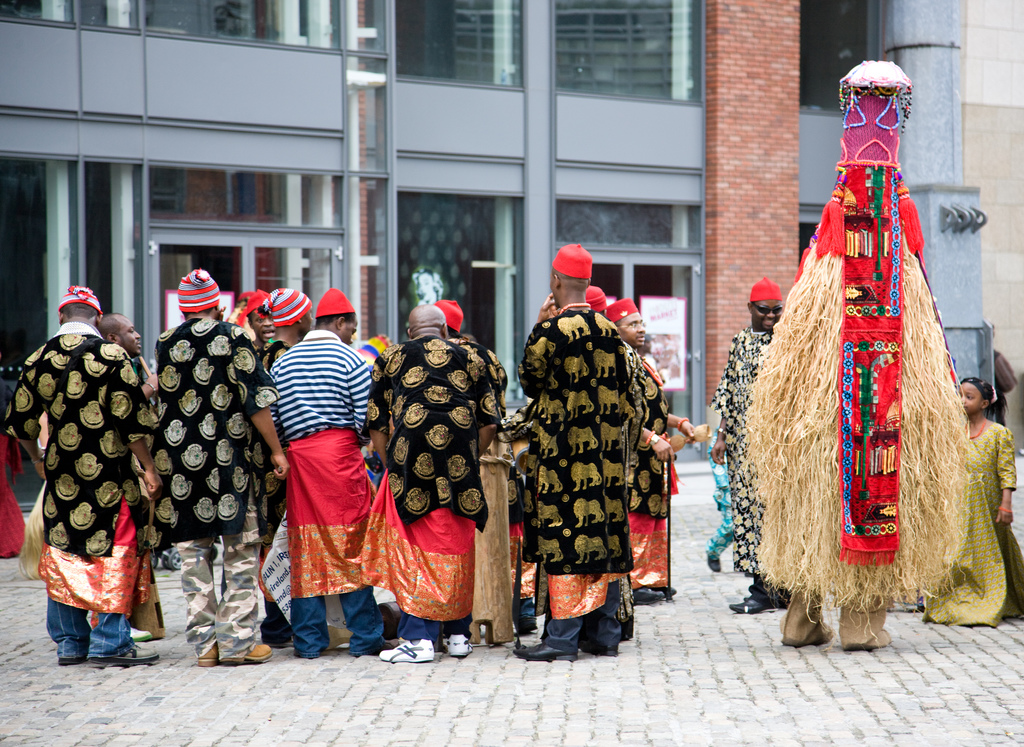
NewYam-Igbo på festival i Dublin.

Ala är hos igbofolket i Nigeria en jord- och modersgudinna. Hon förser sina trogna med rikedomar och fruktsamhet, men härskar också över de döda. Kulten är utbredd och omtyckt och prästerskapet som omger Ala, har aktivt inflytande bland igbo, främst i dagens sydöstra Nigeria.